# Václav Juda Novotný
Václav Juda Novotný (17 de Setembro de 1849 — 1 de Agosto de 1922) foi um compositor e escritor de libretos checo, promotor dos trabalhos de Bedřich Smetana e Antonín Dvořák. Dedicou-se à tradução de libretos de óperas e operetas e à adaptação e arranjo musical de canções populares e do folclore checo.